# Maxine Sanders
Maxine Sanders, née Arline Maxine Morris en 1948 à Manchester, est une sorcière britannique, cofondatrice du xandrianisme.
Elle épouse Alex Sanders en 1968. Ils se séparent en 1973.